# Ptycholepiformes
De Ptycholepiformes zijn een orde van uitgestorven straalvinnige beenvissen die leefden tijdens het Trias en het Vroeg-Jura. De orde omvat de geslachten Acrorhabdus, Ardoreosomus, Boreosomus, Chungkingichthys, Ptycholepis en Yuchoulepis. Hoewel er verschillende families zijn voorgesteld, plaatsen sommige studies al deze geslachten in dezelfde familie Ptycholepididae.
Ptycholepiformes hadden een wijdverbreide verspreiding tijdens het Vroeg-Trias, maar waren daarna beperkt tot voornamelijk Europa en Noord-Amerika. Ze zijn bekend uit zowel zee- als zoetwaterafzettingen.

## Kenmerken
Typische kenmerken van ptycholepiformen zijn het spoelvormige lichaam bedekt met ruitvormige ganoïde schubben en de voorste positie van de rugvin. Bij de meeste even oude straalvinnigen heeft de rugvin een meer posterieure positie, meestal tegenover de aarsvin. Bovendien vertonen ptycholepiformen een reeks langwerpige, horizontale suborbitale botten. De schedel is meestal relatief groot.
De schalen zijn typisch uitgerust met duidelijke longitudinale ribbels. Bij Ptycholepis zijn de schubben laag, terwijl in geslachten als Ardoreosomus en Boreosomus de schubben dieper zijn.

## Systematiek
De evolutionaire relaties van Ptycholepiformes zijn slecht bekend, maar de meeste cladistische analyses plaatsen ze buiten de Neopterygii. Een nauwe verwantschap tussen Ptycholepididae en Acrolepididae uit het Carboon tot Vroeg-Trias werd voorgesteld op basis van enkele overeenkomsten, maar ondersteuning van fylogenetische analyses is schaars.
- Orde †Ptycholepidiformes Andrews et al. 1967
  - Familie incertae sedis
    - Geslacht †Ardoreosomus Romano et al., 2019
      - †Ardoreosomus occidentalis Romano et al., 2019 (typesoort)

  - Familie †Boreosomidae Gardiner 1967
    - Geslacht †Acrorhabdus Stensiö,1921
      - †Acrorhabdus asplundi Stensiö, 1921
      - †Acrorhabdus bertili Stensiö, 1921 (typesoort)
      - †Acrorhabdus latistriatus Stensiö, 1921

    - Geslacht †Boreosomus Stensiö 1921 [Diaphorognathus Brough 1933]
      - †Boreosomus arcticus (Woodward, 1912) [Acrolepis arctica Woodward 1912] (typesoort)
      - †Boreosomus gillioti (Priem, 1924) [Diaphorognathus gillioti (Priem 1924); Gyrolepis gillioti Priem 1924]
      - †Boreosomus merlei Beltan, 1957
      - †Boreosomus piveteaui Stensiö, 1921
      - †Boreosomus reuterskioeldi Stensiö, 1921
      - †Boreosomus scaber Stensiö, 1921

  - Familie †Chungkingichthyidae Su 1974
    - Geslacht †Chungkingichthys Su, 1974
      - †Chungkingichthys tachuensis Su, 1974 (typesoort)

  - Familie †Ptycholepididae Brough, 1939 corrig.
    - Geslacht †Ptycholepis Agassiz, 1832 non Gray 1842 ex Richardson, 1843
      - †Ptycholepis barboi Bassani, 1886
      - †Ptycholepis bollensis Agassiz, 1833 (typesoort)
      - †Ptycholepis calloviensis Kaznyshkin, 1990
      - †Ptycholepis curta Egerton, 1854
      - †Ptycholepis gracilis Davis, 1884
      - †Ptycholepis magna Bürgin, 1992
      - †Ptycholepis marshii Newberry, 1878
      - †Ptycholepis monilifer Woodward, 1895
      - †Ptycholepis prisca Bürgin, 1992
      - †Ptycholepis schaefferi Bürgin, 1992

    - Geslacht †Yuchoulepis Su, 1974
      - †Yuchoulepis gansuensis Su, 1993
      - †Yuchoulepis szechuanensis Su, 1974 (typesoort)